# Jaume Girona i Agrafel
Jaume Girona i Agrafel   (Barcelona, 25 de juliol de 1826 - Madrid, 3 d'octubre de 1907) fou un financer i empresari català, fill d'Ignasi Girona i Targa i germà de Manuel, Joan, Ignasi i Casimir Girona i Agrafel.

## Biografia
Va ser enviat pel seu pare a Madrid com a delegat i director de l'oficina del Banc de Barcelona a Madrid. El 1872, va fundar el Banco de Castilla i fou el seu president, estant en el consell el marquès de Vinent i Rafael Cabezas (antic Ministre d'Hisenda). Amb el seu germà Manuel, el marquès de Comillas, el comte de Güell i el comte de Gamazo, entre d'altres, va fundar el Banco Hispano Colonial.
Fundà a Madrid l'empresa Jaime Girona y Cía. en la que hi participava l'empresa familiar Girona Hermanos y Cía. També va fundar diverses empreses siderúrgiques a Astúries (Duro Felguera) i el País Basc, entre elles, en 1882, la Sociedad Altos Hornos y Fábricas de Hierro y Acero de Bilbao (AHB), després Altos Hornos de Vizcaya, de la qual fou president durant 25 anys. Altos Hornos de Vizcaya tenia un vaixell anomenat Jaime Girona que fou requisat durant la Guerra Civil. Va ser soci fundador, en representació del Banco de Castilla, de la Compañía General de Tabacos de Filipinas. També va ser vicepresident de l'empresa minera i siderúrgica Duro Felguera. Va ser diputat i senador vitalici.

## Vida familiar
Es va casar amb Saturnina Canaleta i de Morales (vegeu fàbrica d'indianes Canaleta), de la qual va tenir 3 fills. Jaume Girona i Canaleta, senador, I comte d'Eleta, casat amb Isabel de Iranzo y Daguerre (marquesa d'Àguila Real) amb qui no va tenir fills, amb un carrer dedicat a Madrid; Manuel Girona i Canaleta (II comte d'Eleta), que va morir solter i sense fills; i Milagros Girona i Canaleta, casada en primeres núpcies amb Andrés Bruguera y Bungaldier i en segones amb Álvaro López-Carrizosa Giles, comte del Moral de Calatrava i diputat a les Corts, que era un terratinent andalús, mestrant de Ronda i majordom de setmana de la Casa Reial.